# جوزيف ماكلوكين
جوزيف ماكلوكين (بالإنجليزية: Joseph McLoughlin)‏ هو فلاح وسياسي أيرلندي، ولد في 12 أغسطس 1916، وتوفي في 3 يوليو 1991.

## مناصب
- في انتخابات تكميلية، انتخب نائب دييل عن دائرة Sligo–Leitrim (Dáil constituency) [الإنجليزية]‏ وقد انضم خلال فترته النيابية ‏ (1 مارس 1960 – 1 سبتمبر 1961) للكتلة البرلمانية فاين جايل.
- في الانتخابات العمومية الإيرلندية 1961 [الإنجليزية]‏، انتخب نائب دييل عن دائرة Sligo–Leitrim (Dáil constituency) [الإنجليزية]‏ وقد انضم خلال فترته النيابية ‏ (11 أكتوبر 1961 – 11 مارس 1965) للكتلة البرلمانية فاين جايل.
- في الانتخابات العمومية الإيرلندية 1965 [الإنجليزية]‏، انتخب نائب دييل عن دائرة Sligo–Leitrim (Dáil constituency) [الإنجليزية]‏ وقد انضم خلال فترته النيابية ‏ (21 أبريل 1965 – 21 مايو 1969) للكتلة البرلمانية فاين جايل.
- في الانتخابات العمومية الإيرلندية 1969 [الإنجليزية]‏، انتخب نائب دييل عن دائرة Sligo–Leitrim (Dáil constituency) [الإنجليزية]‏ وقد انضم خلال فترته النيابية ‏ (2 يوليو 1969 – 5 فبراير 1973) للكتلة البرلمانية فاين جايل.
- في الانتاخابات العمومية الإيرلندية 1973 [الإنجليزية]‏، انتخب نائب دييل عن دائرة Sligo–Leitrim (Dáil constituency) [الإنجليزية]‏ وقد انضم خلال فترته النيابية ‏ (14 مارس 1973 – 25 مايو 1977) للكتلة البرلمانية فاين جايل.